# Giuseppe Mancuso (politico 1927)
Giuseppe Mancuso, detto Peppino (Caltanissetta, 30 aprile 1927 – Caltanissetta, 30 giugno 2021), è stato un politico italiano, esponente del Movimento Sociale Italiano e sindaco di Caltanissetta dal 1993 al 1997.

## Carriera politica
Consigliere comunale a Caltanissetta, si candidò alle elezioni regionali in Sicilia del 1971 per il collegio provinciale di Caltanissetta nelle liste del Movimento Sociale Italiano, ottenendo 9 359 preferenze e divenendo deputato per la VII legislatura dell'Assemblea Regionale Siciliana.. Restò all'ARS fino al 1976.
Fu poi eletto nel consiglio comunale di Caltanissetta, dove ricoprì la carica di capogruppo consiliare per il MSI, in occasione delle elezioni comunali del 1985 e del 1990.
Alle elezioni comunali del 1993, le prime con elezione diretta del sindaco, si candidò alla carica di primo cittadino di Caltanissetta con il sostegno del Movimento Sociale Italiano, che allora si presentava sotto le insegne dell'Alleanza per la Rinascita di Caltanissetta. Mancuso ottenne il 34,1% dei voti al primo turno e il 51,7% al ballottaggio, sconfiggendo il candidato di centro-sinistra Michele Campione, e diventando il primo sindaco di Caltanissetta direttamente eletto dai cittadini, in forza della legge regionale del 1992 che introduceva l'elezione diretta dei sindaci. Dopo quarantaquattro anni di governo democristiano incontrastato, l'amministrazione della città passò alla destra; per la vittoria di Mancuso furono decisivi proprio i voti degli elettori della DC, il cui candidato era stato eliminato al primo turno.
Nel 1996 minacciò di lasciare il partito cui aveva aderito nel 1995, Alleanza Nazionale, con il quale era entrato in polemica; tuttavia AN fu l'unica a sostenere la sua ricandidatura a sindaco alle successive elezioni del 1997, nelle quali ottenne il 24,1%, risultando terzo per numero di voti dopo Michele Abbate, candidato del centro-sinistra (poi eletto sindaco), e Raimondo Maira, sostenuto da CDU, CCD e Rinnovamento Italiano, mentre Forza Italia presentò un candidato proprio che giunse quarto.
Si ripresentò ancora alle elezioni comunali del 1999, sostenuto dalla Lista Mancuso e dal Partito Siciliano d'Azione, senza di nuovo accedere al ballottaggio: ottenne infatti il 25,2% dei voti, dietro il candidato del centro-sinistra Salvatore Messana (che divenne sindaco) e quello del centro-destra Francesco Panepinto. Tuttavia fu rieletto in consiglio comunale, che aveva lasciato nel 1997.
Alle elezioni comunali del 2004, nonostante il sostegno dall'intera coalizione di centro-destra, ottenne il 33,3% dei voti e fu sconfitto al primo turno dal sindaco uscente Messana. Lasciò definitivamente il seggio in consiglio comunale.

### Pensiero politico
Apertamente fascista, è stato amico "fraterno" di Giorgio Almirante e manteneva buoni rapporti con la moglie Assunta Almirante. Al contrario ha avuto un rapporto conflittuale con Gianfranco Fini, nonostante avesse aderito ad Alleanza Nazionale dopo la svolta di Fiuggi.
In varie occasioni non ha esitato a esprimere parole di sprezzo nei confronti dei suoi concittadini nisseni, che ha definito "ingrati" e "popolo bue"; tuttavia, secondo alcune fonti, è stato uno dei sindaci più apprezzati e viene ricordato per la sua coerenza e le numerose attività in favore della città.